# Hornnød-familien
Trapaceae er en plantefamilie i Myrte-ordenen med kun en slægt: Hornnød (Trapa).
Nyere fylogenetisk klassifikation placerer slægten Trapa i Kattehale-familien (Lythraceae).